# Justus Nyang’aya
 (juillet 2024).
Justus Abonyo Nyang'aya est un expert en développement communautaire et militant des droits humains qui a été commissaire à la Commission électorale du Kenya (IEBC) jusqu'au 2 décembre 2022,. Il a présidé le comité des technologies de l'information et de la communication.
Il est l'un des quatre commissaires avec Juliana Cherera, Irene Masit et Francis Wanderi qui ont rejeté  les résultats présidentiels des élections générales de 2022 au Kenya,, lus par le président Wafula Chebukati.

## Travail
Justus Nyang`aya a été spécialiste de l'éducation pour la paix auprès de l'UNESCO-PEER pendant un an jusqu'en 1988 avant de travailler comme consultant en éducation pour les réfugiés au Windle Charitable Trust pendant 27 mois à partir de mars 1988.
Il a été directeur général des Consultations intersoudanaises sur la paix et la justice (ISCOP) pendant un an à partir de 2004. À partir de la mi-2009, il a occupé le poste de directeur pays  d'Amnesty International pendant plus de huit ans et demi auparavant. en janvier 2018, il est devenu directeur général de Leadership Education For Africa Development (LEAD Africa), où il a travaillé pendant moins de quatre ans avant d'être nommé commissaire à l'IEBC le 2 septembre 2021 à temps plein. Il a démissionné le 2 décembre 2022.

## Éducation
Justus a fait ses études secondaires à l'école Kanunga à Kiambaa, dans le comté de Kiambu. Il est titulaire d'un diplôme en leadership, gouvernance, paix et transformation des conflits et leadership organisationnel de l'Université des Nations Unies (Jordanie), ainsi que d'une maîtrise ès arts (éducation) de l'Institute of Education de l'Université de Londres.